# David Jenkins (Eiskunstläufer)
David Jenkins (* 29. Juni 1936 in Akron, Ohio) ist ein ehemaliger US-amerikanischer Eiskunstläufer, der im Einzellauf startete. Er ist der Olympiasieger von 1960 und der Weltmeister von 1957 bis 1959.
Nach dem Karriereende seines älteren Bruders Hayes Alan Jenkins dominierte er die Herrenkonkurrenz in den Jahren von 1957 bis 1960 und setzte die Siegesserie der US-Amerikaner fort, die durch Richard Button 1948 begonnen hatte und durch seinen Bruder 1953 weitergeführt wurde. 1957 und 1958 wurde er Weltmeister vor seinem Landmann Tim Brown und 1959 vor dem Kanadier Donald Jackson. 1960 gewann er bei den Olympischen Spielen in Squaw Valley vor heimischem Publikum die Goldmedaille und trat damit auch bei Olympischen Spielen die Nachfolge seines Bruders an, der vier Jahre zuvor in Cortina d’Ampezzo Olympiasieger geworden war. Damit gewannen die beiden Brüder zusammen sieben Weltmeisterschaften und zwei Olympische Spiele in Folge und sind damit das erfolgreichste Brüderpaar in der Geschichte des Eiskunstlaufes.
Nach seinem Abschied vom aktiven Sport studierte Jenkins Medizin und wurde Internist.

## Ergebnisse
| Wettbewerb / Jahr                | 1954 | 1955 | 1956 | 1957 | 1958 | 1959 | 1960 |
| -------------------------------- | ---- | ---- | ---- | ---- | ---- | ---- | ---- |
| Olympische Winterspiele          |      |      | 3.   |      |      |      | 1.   |
| Weltmeisterschaften              | 4.   | 3.   | 3.   | 1.   | 1.   | 1.   |      |
| US-amerikanische Meisterschaften | 2.   | 2.   | 3.   | 1.   | 1.   | 1.   | 1.   |